# Tshangpa Karpo
Tshangpa Karpo (tib.: tshangs pa dkar po; skt.: Sitabrahma; deutsch: Weißer Brahma) ist eine Schutzgottheit der Lehre Buddhas im tibetischen Buddhismus.
Tshangpa ist das tibetische Wort für Brahma, einen der Hauptgötter des Hinduismus. Brahma wird gewöhnlich mit vier Gesichtern und vier Armen dargestellt. Im Pantheon des tibetischen Buddhismus gibt es nun einen weiß dargestellten Gott mit einem Gesicht und zwei Armen der Tshangpa Karpo genannt wird: der „weiße Tshangpa“. Er wird als Kriegsgott dargestellt, erscheint auf den Thangkas aber weniger furchtbar und schrecklich als andere Dharmapalas. Den Sadhanas zufolge soll dieser Gott mit Brahma gleichgesetzt werden. Er zählt zu den acht wichtigsten Schützern des Dharma.